# Jure Pavlič
Jure Pavlič, nacido el 23 de abril de 1963 en Ljubljana, es un ciclista esloveno que fue profesional de 1989 a 1991. Compitió bajo la bandera de Yugoslavia hasta la independencia de Eslovenia en 1991.

## Palmarés
1985 (como amateur)
- Vuelta a Yugoslavia
- 1 etapa de la Vuelta a Austria
- Gran Premio de Kranj

1986 (como amateur)
- Vuelta a Yugoslavia

1988 (como amateur)
- Gran Premio Palio del Recioto
- 1 etapa de la Vuelta a Austria

1989
- Clasificación del Intergiro del Giro de Italia

## Resultados en Grandes Vueltas
Durante su carrera deportiva consiguió los siguientes puestos en las Grandes Vueltas.
| Carrera         | 1989 | 1990 | 1991  |
| --------------- | ---- | ---- | ----- |
| Giro de Italia  | 35º  | 27.º | -     |
| Tour de Francia | 74.º | -    | 134.º |
| Vuelta a España | -    | -    | 54.º  |
| Mundial en Ruta | -    | -    | -     |

-: No participa

Ab.: Abandono